# Omar da Fonseca
Omar da Fonseca (né le 20 octobre 1959 à Buenos Aires en Argentine), est un footballeur international argentin des années 1980, qui évoluait au poste d'attaquant, et un commentateur français (naturalisé français).
Il joue durant la majeure partie de sa carrière professionnelle dans le championnat de France, remportant deux titres nationaux, avec le Paris Saint-Germain en 1986, et avec l'AS Monaco en 1988.
À l'issue de sa carrière, il devient agent de joueurs, recruteur, ainsi que consultant et commentateur de matches dans les médias. Il commente la plupart de ces matches au côté de Benjamin Da Silva sur BeIn Sports. Il est aussi connu pour sa voix dans les jeux vidéo FIFA 23, EA Sports FC 24 et EA Sports FC 25 .

## Biographie

### Joueur
Il évolue comme avant-centre au FC Tours, au Paris SG à l'AS Monaco et au Toulouse FC. Au total, il dispute 171 matches en Division 1. Il termine sa carrière au Paris FC.
Il est sacré champion de France, à deux reprises, en 1986 avec le Paris Saint-Germain, et en 1988 avec l'AS Monaco.

### Reconversion
Dès la fin de sa carrière de footballeur, Omar da Fonseca dirige l'agence événementielle Image Sport Conseil Développement (ISCD) en 1994. En octobre 1996, il obtient sa licence d'agent de joueurs et sert de relais aux joueurs sud-américains qui rêvent de faire carrière en Europe. Il devient alors l'agent du Paraguayen José Luis Chilavert (qui jouera à Strasbourg), du Chilien Pedro Reyes (qui jouera à Auxerre) ou des Argentins Lucas Bernardi (qui jouera à Marseille et à Monaco) et Esteban Fuertes (qui jouera à Lens).
Parallèlement, il entame une carrière de consultant TV en commentant les matchs du Championnat d'Argentine de football sur AB Sports, de 1996 à 1998, puis sur Pathé Sport entre 1998 et 2002. En 2002, le groupe Pathé cède 60 % du capital de Pathé Sport au Groupe Canal+ et la chaîne change à nouveau de nom pour devenir Sport+ le 26 octobre 2002. Da Fonseca rejoint donc le service des sports de Canal+ où il commente aussi des matchs du Championnat d'Espagne de football et de Ligue des champions sur Sport+ et Canal+ Vert (devenue Canal+ Sport le 1er novembre 2003). Lors de la saison 2004-2005, Omar Da Fonseca traite du football espagnol au sein de L'Équipe du dimanche animée par Hervé Mathoux avec Lorenzo Fanfani (spécialiste du football italien), Darren Tulett (spécialiste du football anglais) et Jean-Charles Sabattier (spécialiste du football allemand).
De juin 2005 à novembre 2008, Omar da Fonseca s'occupe de la cellule recrutement de l'AS Saint-Étienne.
En janvier 2009, il devient consultant pour la chaîne de télévision généraliste française, Direct 8 et fait son retour sur Canal + où il commente les matchs du championnat espagnol.
Depuis juin 2012, il est consultant pour la chaîne sportive beIN Sports où il commente les matchs du championnat espagnol, de coupe du Roi, de Ligue des champions et de Ligue Europa avec Benjamin Da Silva. Il y « vibre à ce qu'il regarde », selon Thomas Clerc, et son « style fleuri augmente baroquement la tension d'un match »,. Il a couvert la Coupe du monde 2014 au Brésil ("il va venir lui faire l'amour sans préliminaires" en parlant du joueur néerlandais Arjen Robben lors du match Espagne - Pays-bas) et la Copa América 2015 au Chili en compagnie de Benjamin Da Silva (les "da-da"). En 2018, toujours sur beIN Sports, il commente certains matchs de la Coupe du monde de football 2018, tout comme en 2022 lors de la Coupe du monde de football 2022. Il est avec Benjamin da Silva le commentateur du jeu FIFA 23. Le duo est à nouveau choisi pour l'édition suivante d'EA Sports FC 24.

## Bilan sportif

### Palmarès
| Tours FC - Championnat de France D2 (1) : - Champion : 1983-84. - Meilleur buteur : 1983-84 (23 buts). |  | Paris Saint-Germain - Championnat de France (1) : - Champion : 1985-86. |  | AS Monaco - Championnat de France (1) : - Champion : 1987-88. |

### Statistiques
| Saison                | Club                  | Championnat           | Championnat | Championnat | Coupe(s) nationale(s) | Coupe(s) nationale(s) | Compétition(s) continentale(s) | Compétition(s) continentale(s) | Compétition(s) continentale(s) | Total | Total |
| Saison                | Club                  | Division              | M.          | B.          | M.                    | B.                    | Comp.                          | M.                             | B.                             | M.    | B.    |
| 1978                  | Renato Cesarini       | Division 2            | 13          | 9           | -                     | -                     | -                              | -                              | -                              | 13    | 9     |
| Sous-total            | Sous-total            | Sous-total            | 13          | 9           | -                     | -                     | -                              | -                              | -                              | 13    | 9     |
| 1979                  | CA Belgrano           | Division 2            | 10          | 1           | -                     | -                     | -                              | -                              | -                              | 10    | 1     |
| Sous-total            | Sous-total            | Sous-total            | 10          | 1           | -                     | -                     | -                              | -                              | -                              | 10    | 1     |
| 1980                  | Velez Sarsfield       | Division 1            | -           | -           | -                     | -                     | CL                             | 6                              | 0                              | 6     | 0     |
| 1981                  | Velez Sarsfield       | Division 1            | -           | -           | -                     | -                     | -                              | -                              | -                              | 0     | 0     |
| Sous-total            | Sous-total            | Sous-total            | 45          | 2           | -                     | -                     | -                              | 6                              | 0                              | 51    | 2     |
| 1982-1983             | FC Tours              | Division 1            | 30+2        | 5+1         | 9                     | 4                     | -                              | -                              | -                              | 41    | 10    |
| 1983-1984             | FC Tours              | Division 2            | 31+2        | 23+0        | 5                     | 4                     | -                              | -                              | -                              | 38    | 27    |
| 1984-1985             | FC Tours              | Division 1            | 36          | 14          | 1                     | 0                     | -                              | -                              | -                              | 37    | 14    |
| Sous-total            | Sous-total            | Sous-total            | 101         | 43          | 15                    | 8                     | -                              | -                              | -                              | 116   | 51    |
| 1985-1986             | Paris Saint-Germain   | Division 1            | 17          | 2           | 8                     | 0                     | -                              | -                              | -                              | 25    | 2     |
| Sous-total            | Sous-total            | Sous-total            | 17          | 2           | 8                     | 0                     | -                              | -                              | -                              | 25    | 2     |
| 1986-1987             | AS Monaco             | Division 1            | 32          | 9           | 5                     | 1                     | -                              | -                              | -                              | 37    | 10    |
| 1987-1988             | AS Monaco             | Division 1            | 19          | 1           | 2                     | 0                     | -                              | -                              | -                              | 21    | 1     |
| Sous-total            | Sous-total            | Sous-total            | 51          | 10          | 7                     | 1                     | -                              | -                              | -                              | 58    | 11    |
| 1988-1989             | Toulouse FC           | Division 1            | 23          | 3           | 1                     | 0                     | -                              | -                              | -                              | 24    | 3     |
| 1989-1990             | Toulouse FC           | Division 1            | 15          | 1           | 0                     | 0                     | -                              | -                              | -                              | 15    | 1     |
| Sous-total            | Sous-total            | Sous-total            | 38          | 4           | 1                     | 0                     | -                              | -                              | -                              | 39    | 4     |
| 1990-1991             | Paris FC              | Division 3            | -           | -           | -                     | -                     | -                              | -                              | -                              | 0     | 0     |
| 1991-1992             | Paris FC              | Division 3            | -           | -           | -                     | -                     | -                              | -                              | -                              | 0     | 0     |
| 1992-1993             | Paris FC              | Division 3            | -           | -           | -                     | -                     | -                              | -                              | -                              | 0     | 0     |
| Sous-total            | Sous-total            | Sous-total            | 49          | 16          | -                     | -                     | -                              | -                              | -                              | 49    | 16    |
| Total sur la carrière | Total sur la carrière | Total sur la carrière | 324         | 87          | 31                    | 9                     | -                              | 6                              | 0                              | 361   | 96    |